# فینال جام باشگاه‌های جهان ۲۰۱۶
فینال جام باشگاه‌های جهان ۲۰۱۶ مسابقه فینال جام باشگاه‌های جهان ۲۰۱۶، تورنمنت فوتبال به میزبانی ژاپن بود. این سیزدهمین فینال جام باشگاه‌های جهان، یک تورنمنت توسط فیفا بین برندگان شش کنفدراسیون قاره‌ای و همچنین قهرمان لیگ کشور میزبان بود.
فینال بین باشگاه اسپانیایی رئال مادرید، نماینده یوفا به عنوان قهرمان لیگ قهرمانان اروپا، و باشگاه ژاپنی کاشیما آنتلرز، نماینده کشور میزبان به عنوان قهرمان جی‌لیگ برگزار شد. این اولین بار بود که یک تیم از آسیا در فینال بازی می‌کرد. این بازی در ۱۸ دسامبر ۲۰۱۶ در ورزشگاه بین‌المللی یوکوهاما در یوکوهاما برگزار شد.
رئال مادرید پس از وقت اضافه، بازی را با نتیجه ۴–۲ برد تا دومین عنوان خود را به دست آورد.

## پیش زمینه
کاشیما آنتلرز اولین باشگاه آسیایی شد که به فینال جام باشگاه‌های جهان رسید. همچنین این اولین باری بود که یک باشگاه آسیایی مقابل یک تیم از آمریکای جنوبی در تاریخ مسابقات پیروز شد و سومین باری بود که قهرمانان آمریکای جنوبی پس از نسخه‌های ۲۰۱۰ و ۲۰۱۳ نتوانستند به فینال راه پیدا کنند.
برای رئال مادرید، این مسابقه دومین فینال آنها پس از پیروزی در فینال ۲۰۱۴ بود. این دوازدهمین بار در ۱۳ تورنمنت بود که یک تیم اروپایی به فینال راه یافت.

## مسیر تا فینال
| رئال مادرید                       | رئال مادرید                       | تیم                     | کاشیما آنتلرز     | کاشیما آنتلرز     |
| --------------------------------- | --------------------------------- | ----------------------- | ----------------- | ----------------- |
| یوفا                              | یوفا                              | کنفدراسیون              | ای‌اف‌سی (میزبان)   | ای‌اف‌سی (میزبان)   |
| قهرمان لیگ قهرمانان اروپا ۱۶–۲۰۱۵ | قهرمان لیگ قهرمانان اروپا ۱۶–۲۰۱۵ | نحوه شرکت               | قهرمان جی‌لیگ ۲۰۱۶ | قهرمان جی‌لیگ ۲۰۱۶ |
| حریف                              | نتیجه                             | جام باشگاه‌های جهان ۲۰۱۶ | نتیجه             | حریف              |
| استراحت                           | استراحت                           | مرحله اول               | ۲–۱               | آوکلند سیتی       |
| استراحت                           | استراحت                           | مرحله دوم               | ۲–۰               | ماملودی سانداونز  |
| آمریکا                            | ۲–۰                               | نیمه نهایی              | ۳–۰               | اتلتیکو ناسیونال  |

### رئال مادرید
رئال مادرید در مرحله نیمه نهایی با تیم مکزیکی و قهرمان لیگ قهرمانان کونکاکاف، آمریکا، وارد این رقابت‌ها شد. کریم بنزما در وقت‌های تلف شده نیمه اول دروازه آمریکا را باز کرد. کریستیانو رونالدو با گلی که در وقت‌های تلف شده نیمه دوم به ثمر رساند، پیروزی ۲–۰ و جایگاه نهایی لوس بلانکوس را تضمین کرد.

### کاشیما آنتلرز
کاشیما آنتلرز مسابقات را در مرحله پلی آف با تیم نیوزیلندی آوکلند سیتی، قهرمان لیگ قهرمانان اقیانوسیه آغاز کرد. آوکلند با گل کیم دائه-ووک در دقیقه ۵۰ پیش افتاد. هفده دقیقه بعد شوهی آکاساکی گل تساوی را برای میزبان به ثمر رساند. در حالی که دو دقیقه باقی مانده بود، مو کانازاکی گلزنی کرد و کاشیما را با برد ۲–۱ به مرحله یک‌چهارم نهایی فرستاد.
در مرحله دوم، آنتلرز با برنده لیگ قهرمانان آفریقا و قهرمان آفریقای جنوبی، یعنی ماملودی سانداونز روبرو شد. یاسوشی اندو در دقیقه ۶۳ دروازه را باز کرد تا کاشیما را پیش بیندازد، قبل از اینکه شوهی آکاساکی بار دیگر در دو دقیقه باقی مانده گلزنی کند تا پیروزی ۲–۰ و حضور در نیمه نهایی تضمین شود.
کاشیما در مرحله نیمه نهایی با اتلتیکو ناسیونال کلمبیا، قهرمان جام لیبرتادورس، دیدار کرد. در دقیقه ۳۳، ویکتور کازای، داور مجارستانی یک پنالتی تاریخی را برای کاشیما اعلام کرد. این اولین باری بود که از سیستم کمک داور ویدئویی (VAR) برای اعلام پنالتی در این مسابقات استفاده می‌شد. این بررسی پس از دریافت اطلاعاتی از دنی ماکلی هلندی در مورد یک حادثه از دست رفته در محوطه جریمه اتلتیکو ناسیونال آغاز شد. شوما دوی سپس ضربه پنالتی را با موفقیت به گل تبدیل کرد تا کاشیما در این فاصله پیش بیفتد. یاسوشی اندو برتری خود را در دقیقه ۸۳ افزایش داد، قبل از اینکه یوما سوزوکی دو دقیقه بعد گلزنی کند و پیروزی ۳–۰ را برای کاشیما به ارمغان بیاورد و آنها را به فینال برساند.

## مسابقه

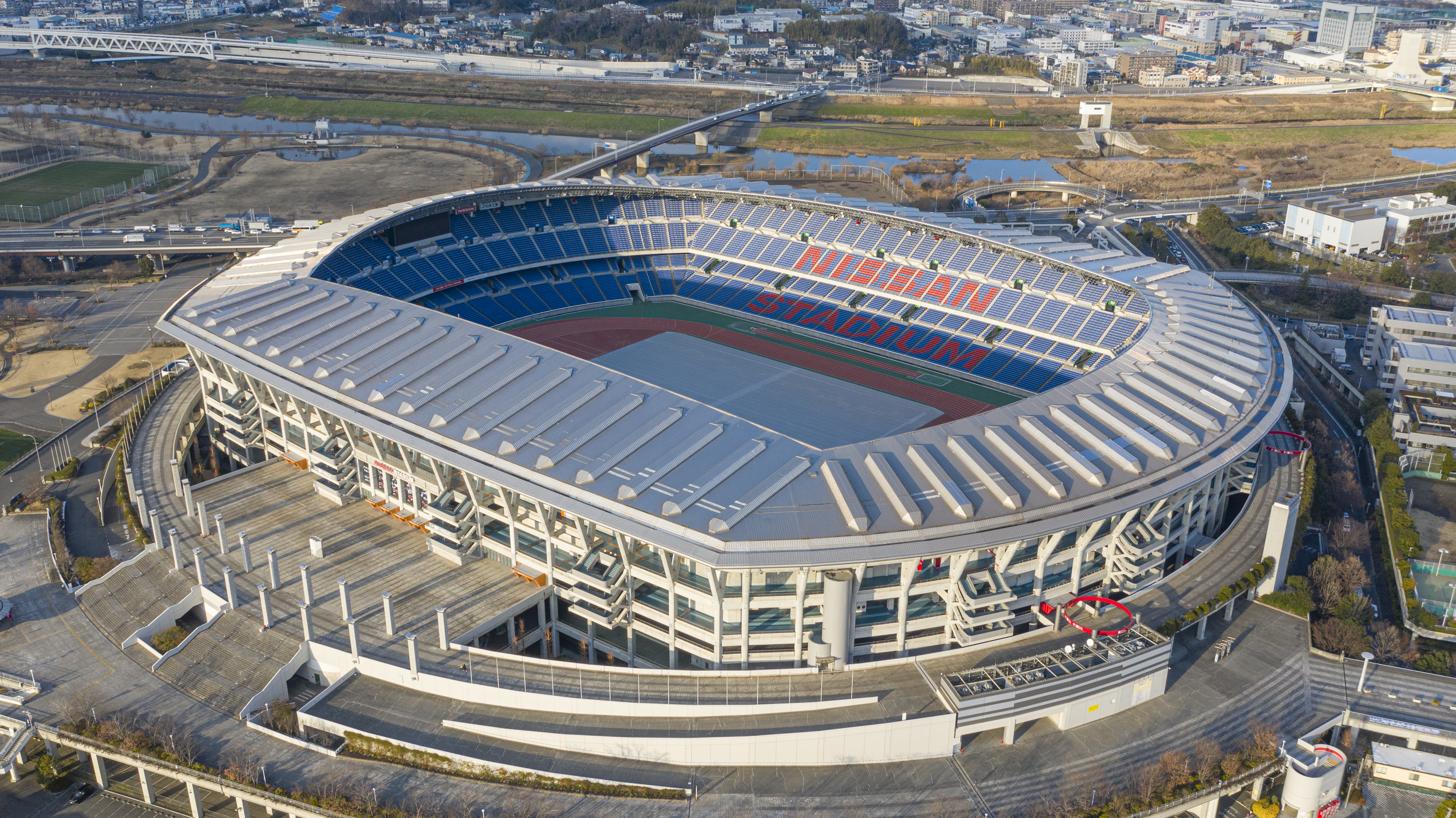
ورزشگاه بین‌المللی یوکوهاما (همچنین با نام ورزشگاه نیسان) در یوکوهاما، ژاپن، میزبان فینال بود.

### خلاصه
کریم بنزما، مهاجم وسط رئال مادرید در دقیقه نهم پس از ضربه اولیه لوکا مودریچ که توسط هیتوشی سوگاهاتا دفع شد، با یک ضربه پای راست از هفت قدم دروازه را باز کرد. گاکو شیباساکی کمی قبل از این فاصله با یک شوت پای چپ از شش قدم به گوشه سمت راست دروازه، برای کاشیما آنتلرز گل تساوی را به ثمر رساند. در دقیقه ۵۲، شیباساکی دومین گل خود را با یک ضربه پای چپ از بیرون محوطه جریمهبه ثمر رساند تا کاشیما برتری را بدست بیاورد. در دقیقه شصت، شوتو یاماموتو، مدافع آنتلرز، لوکاس واسکز، مهاجم رئال را در محوطه جریمه سرنگون کرد و در نتیجه یک پنالتی برای مادرید اعلام شد. مهاجم آنها، کریستیانو رونالدو، ضربه پنالتی را به سمت چپ خود به گل تبدیل کرد تا قهرمان اروپا را به تساوی بکشاند. هر دو طرف فرصت‌های بیشتری برای گلزنی داشتند، اما بدون گل دیگری در وقت قانونی، بازی به وقت اضافه رفت.
در دقیقه ۹۸، رونالدو گل دوم خود را در این مسابقه به ثمر رساند تا رئال مادرید یک بار دیگر با یک ضربه پایین پای چپ از داخل محوطه جریمه که به دنبال توپ عبوری توسط بنزما به زیر دروازه‌بان رفت، پیش بیفتد. در دقیقه پایانی نیمه اول وقت اضافه، رونالدو پس از پاس تونی کروس، هت‌تریک خود را برای رئال مادرید با ضربه پای چپ از وسط محوطه به سقف دروازه تکمیل کرد. این گل هت‌تریک، پیروزی ۴–۲ را برای رئال رقم زد و دومین قهرمانی خود را در جام باشگاه‌های جهان در سه سال به ارمغان آورد.

### جزئیات
| ۱۸ دسامبر ۲۰۱۶ ۱۹:۳۰ (جی‌اس‌تی) | رئال مادرید                           | ۴–۲ (و.ا.) | کاشیما آنتلرز     | ورزشگاه بین‌المللی یوکوهاما، یوکوهاما تماشاگران: ۶۸٬۷۴۲ داور: جانی سیکازوه (زامبیا) |
| ۱۸ دسامبر ۲۰۱۶ ۱۹:۳۰ (جی‌اس‌تی) | بنزما ۹' · رونالدو ۶۰' (پ)، ۹۸'، ۱۰۴' | گزارش      | شیباساکی ۴۴'، ۵۲' | ورزشگاه بین‌المللی یوکوهاما، یوکوهاما تماشاگران: ۶۸٬۷۴۲ داور: جانی سیکازوه (زامبیا) |
| ۱۸ دسامبر ۲۰۱۶ ۱۹:۳۰ (جی‌اس‌تی) |                                       |            |                   | ورزشگاه بین‌المللی یوکوهاما، یوکوهاما تماشاگران: ۶۸٬۷۴۲ داور: جانی سیکازوه (زامبیا) |

| رئال مادرید | کاشیما آنتلرز |

| GK             | ۱  | کیلور ناواس           |      |      |
| RB             | ۲  | دنی کارواخال          | '۱۰۲ |      |
| CB             | ۵  | رافائل واران          |      |      |
| CB             | ۴  | سرخیو راموس (کاپیتان) | '۵۵  | '۱۰۸ |
| LB             | ۱۲ | مارسلو                |      |      |
| CM             | ۱۹ | لوکا مودریچ           |      | '۱۰۶ |
| CM             | ۱۴ | کاسمیرو               | '۱۰۰ |      |
| CM             | ۸  | تونی کروس             |      |      |
| RF             | ۱۷ | لوکاس واسکز           |      | '۸۱  |
| CF             | ۹  | کریم بنزما            |      |      |
| LF             | ۷  | کریستیانو رونالدو     |      | '۱۱۲ |
| تعویض‌ها:       |    |                       |      |      |
| GK             | ۱۳ | کیکو کاسیا            |      |      |
| GK             | ۲۵ | روبن یانییز           |      |      |
| DF             | ۳  | پپه                   |      |      |
| DF             | ۶  | ناچو                  |      | '۱۰۸ |
| DF             | ۱۵ | فابیو کونترائو        |      |      |
| DF             | ۲۳ | دانیلو                |      |      |
| MF             | ۱۰ | خامس رودریگز          |      |      |
| MF             | ۱۶ | ماتئو کواچیچ          |      | '۱۰۶ |
| MF             | ۲۰ | مارکو آسنسیو          |      |      |
| MF             | ۲۲ | ایسکو                 |      | '۸۱  |
| FW             | ۱۸ | مارییانو              |      |      |
| FW             | ۲۱ | آلوارو موراتا         |      | '۱۱۲ |
| سرمربی:        |    |                       |      |      |
| زین‌الدین زیدان |    |                       |      |      |

| GK             | ۲۱ | هیتوشی سوگاهاتا             |     |      |
| RB             | ۲۲ | دایگو نیشی                  |     |      |
| CB             | ۲۳ | نائومچی اوئدا               |     |      |
| CB             | ۳  | گن شوجی                     |     |      |
| LB             | ۱۶ | شوتو یاماموتو               | '۵۸ |      |
| RM             | ۲۵ | یاسوشی اندو                 |     | '۱۰۲ |
| CM             | ۱۰ | گاکو شیباساکی               |     |      |
| CM             | ۴۰ | میتسوو اوگاساوارا (کاپیتان) |     | '۶۷  |
| LM             | ۶  | ریوتا ناگاکی                |     | '۱۱۴ |
| CF             | ۳۳ | مو کانازاکی                 |     |      |
| CF             | ۸  | شوما دوی                    |     | '۸۸  |
| تعویض‌ها:       |    |                             |     |      |
| GK             | ۱  | ماساتوشی کوشیبیکی           |     |      |
| GK             | ۲۹ | شینیچیرو کاواماتا           |     |      |
| DF             | ۱۴ | هوانگ سئوک-هو               |     |      |
| DF             | ۱۷ | بوئنو                       |     |      |
| DF             | ۲۴ | یوکیتوشی ایتو               |     | '۱۰۲ |
| MF             | ۱۱ | فابریسیو                    | '۹۳ | '۶۷  |
| MF             | ۱۳ | آتسوتاکا ناکامورا           |     |      |
| MF             | ۲۰ | کنتو میسائو                 |     |      |
| MF             | ۳۲ | تارو سوگیموتو               |     |      |
| MF             | ۳۵ | تایکی هیراتو                |     |      |
| FW             | ۱۸ | شوهی آکاساکی                |     | '۱۱۴ |
| FW             | ۳۴ | یوما سوزوکی                 |     | '۸۸  |
| سرمربی:        |    |                             |     |      |
| ماساتادا ایشیی |    |                             |     |      |

| بهترین بازیکن بازی: کریستیانو رونالدو (رئال مادرید) کمک داوران: ماروا رنج (کنیا) جرسون دوس سانتوس (آنگولا) داور چهارم: ویکتور کازای (مجارستان) داور پنجم: گیورگی رینگ (مجارستان) کمک داوران ویدئویی: دنی ماکلی (هلند) دامیر اسکومینا (اسلوونی) باکاری گاساما (گامبیا) | قوانین مسابقه - ۹۰ دقیقه - ۳۰ دقیقه وقت اضافه در صورت نیاز - ضربات پنالتی اگر نتیجه همچنان مساوی است - دوازده نیمکت‌نشین - حداکثر ۳ تعویض |

### آمار
| آمار          | رئال مادرید | کاشیما آنتلرز |
| ------------- | ----------- | ------------- |
| گل            | ۱           | ۱             |
| شوت           | ۱۱          | ۴             |
| شوت در چارچوب | ۴           | ۱             |
| سیو           | ۰           | ۳             |
| مالکیت توپ    | ۵۵٪         | ۴۵٪           |
| ضربه کرنر     | ۴           | ۱             |
| خطا           | ۶           | ۶             |
| آفساید        | ۰           | ۲             |
| کارت زرد      | ۰           | ۰             |
| کارت قرمز     | ۰           | ۰             |

| آمار          | رئال مادرید | کاشیما آنتلرز |
| ------------- | ----------- | ------------- |
| گل            | ۱           | ۱             |
| شوت           | ۱۴          | ۵             |
| شوت در چارچوب | ۵           | ۴             |
| سیو           | ۳           | ۴             |
| مالکیت توپ    | ۶۱٪         | ۳۹٪           |
| ضربه کرنر     | ۹           | ۳             |
| خطا           | ۷           | ۳             |
| آفساید        | ۱           | ۱             |
| کارت زرد      | ۱           | ۱             |
| کارت قرمز     | ۰           | ۰             |

| آمار          | رئال مادرید | کاشیما آنتلرز |
| ------------- | ----------- | ------------- |
| گل            | ۲           | ۰             |
| شوت           | ۵           | ۲             |
| شوت در چارچوب | ۳           | ۰             |
| سیو           | ۰           | ۰             |
| مالکیت توپ    | ۶۲٪         | ۳۸٪           |
| ضربه کرنر     | ۱           | ۲             |
| خطا           | ۴           | ۱۰            |
| آفساید        | ۱           | ۱             |
| کارت زرد      | ۲           | ۱             |
| کارت قرمز     | ۰           | ۰             |

| آمار          | رئال مادرید | کاشیما آنتلرز |
| ------------- | ----------- | ------------- |
| گل            | ۴           | ۲             |
| شوت           | ۳۰          | ۱۱            |
| شوت در چارچوب | ۱۲          | ۵             |
| سیو           | ۳           | ۷             |
| مالکیت توپ    | ۵۹٪         | ۴۱٪           |
| ضربه کرنر     | ۱۴          | ۶             |
| خطا           | ۱۷          | ۱۹            |
| آفساید        | ۲           | ۴             |
| کارت زرد      | ۳           | ۲             |
| کارت قرمز     | ۰           | ۰             |

## بعد از مسابقه

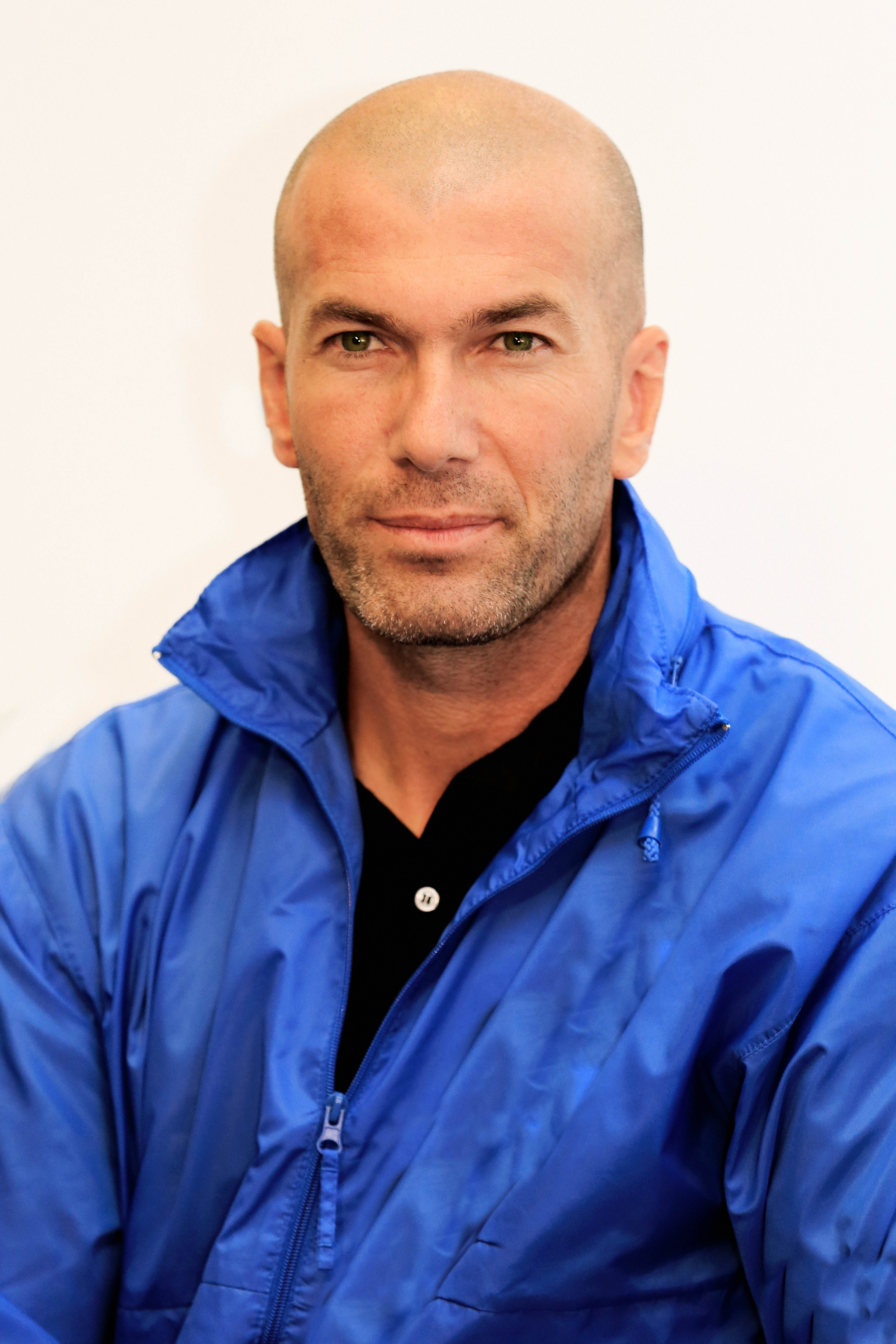
این پیروزی باعث شد زین الدین زیدان، سرمربی رئال مادرید، سومین جام خود را در کمتر از یک سال دریافت کند.

این پیروزی باعث شد رئال دومین قهرمانی باشگاهی خود را پس از قهرمانی در سال ۲۰۱۴ به دست آورد. این عنوان سومین عنوان رئال در سال ۲۰۱۶ بود، پس از پیروزی در لیگ قهرمانان اروپا ۱۶–۲۰۱۵ و سوپر جام اروپا ۲۰۱۶. کریستیانو رونالدو با آخرین هت‌تریک خود به عنوان بهترین بازیکن مسابقه انتخاب شد. او همچنین با ۴ گل به عنوان بهترین گلزن مسابقات تبدیل شد. علاوه بر این، توپ طلای آدیداس به عنوان بهترین بازیکن مسابقات به او اهدا شد. لوکا مودریچ، هم تیمی او با دریافت توپ نقره در جایگاه دوم قرار گرفت. گاکو شیباساکی، هافبک کاشیما سوم شد و پس از دو گل خود در فینال، توپ برنز را دریافت کرد. همچنین جایزه بازی جوانمردانه با بهترین رکورد بازی جوانمردانه در طول مسابقات به کاشیما آنتلرز اهدا شد.
بعد از بازی، زین‌الدین زیدان، سرمربی رئال دربارهٔ این پیروزی اظهار داشت: «می‌دانستیم که این فینال، فینال آسانی نخواهد بود. آنها دویدند. آنها جنگیدند. فکر می‌کنم چند بازیکن از کاشیما هستند که می‌توانند در لا لیگا بازی کنند. این واقعیت که ما توانستیم اینجا باشیم و برنده شویم، بسیار خوشحال کننده است. اینکه بتوانیم جام باشگاه‌های جهان را با خود به خانه ببریم، ما را بسیار خوشحال می‌کند.» ماساتادا ایشیی، سرمربی کاشیما اظهار داشت: «برای ما این که بتوانیم تا اینجای کار پیش برویم، معنادار است. این واقعاً به این معنی است که فوتبال ژاپن در مدت زمان بسیار کوتاهی به سطح جهانی رسیده‌است.»